# Tamfana Corona
La Tamfana Corona è una struttura geologica della superficie di Venere.